# João Batista Costa
João Batista Costa, SDB, (Luiz Alves, 22 de dezembro de 1902 – Porto Velho, 17 de abril de 1996) foi um sacerdote da congregação dos Salesianos de Dom Bosco e bispo católico brasileiro, filho de italianos imigrados para Santa Catarina. Foi o primeiro bispo de Porto Velho, em Rondônia.

## Biografia
Dom João Batista Costa foi ordenado padre no dia 9 de julho de 1933. Recebeu a ordenação episcopal no dia 30 de novembro de 1946, das mãos do Cardeal Carlos Carmelo de Vasconcelos Motta, Dom Pedro Massa, SDB e de José Selva, SDB.
Foi bispo prelado da Prelazia de Porto Velho (1946 - 1979) e bispo da Diocese de Porto Velho (1979-1982).
Renunciou ao múnus episcopal no dia 9 de junho de 1982.

## Ordenações episcopais
Dom João Batista Costa foi concelebrante da ordenação episcopal de:
- Dom Antônio Julio Maria Mattioli, SM
- Dom José Domitrovitsch, SDB
- Dom Giocondo Maria Grotti, OSM
- Dom Antônio Sarto, SDB
- Dom Geraldo João Paulo Roger Verdier

## Sucessão
Dom João Batista Costa é o 1º bispo de Porto Velho, foi sucedido por Dom José Martins da Silva, SDN.